# Insee Références
Insee Références est une collection de publications de l’Institut national de la statistique et des études économiques (Insee).
Chaque ouvrage de la collection Insee Références est consacré à une présentation générale à caractère économique ou social, à un thème ou à un secteur particulier dont il offre un panorama approfondi. Il comporte généralement une vue d’ensemble, des dossiers et des tableaux et graphiques commentés. L'ensemble des ouvrages et leur contenu sont disponibles gratuitement sur le site web de l'Insee (les premiers ouvrages disponibles remontent à 1992).
Les principaux ouvrages à périodicité annuelle publiés par l'Insee sont :
- L'Économie française, Comptes et dossiers[1]
- France, portrait social[2]
- Tableaux de l'Économie Française[3]

Les autres ouvrages de la collection :
- Les revenus et le patrimoine des ménages
- Formation et emploi
- Le Commerce en France
- Emploi et salaires
- Les entreprises en France
- Femmes et Hommes, Regards sur la parité
- Les immigrés en France
- Les personnes âgées
- La France et ses territoires